# Völsungr
Völsungr (eller Völsung), en nordisk sagohjälte, som enligt Völsungasagan var kung över Hunaland, en väldig och segerrik krigare samt stamfader för de berömda völsungarna, son till Sigi. Av hans barn blev dottern Signe ryktbarast och sonen Sigmund, fader till Nordens mest frejdade sagohjälte, Sigurd Fafnesbane. Om Völsungrs födelse, liksom om åtskilliga andra hjältar, berättas, att hans mor inte kunde föda fram honom utan måste förlösas med kejsarsnitt.